# Ceromya pendelburyi
Ceromya pendelburyi là một loài ruồi trong họ Tachinidae.